# Pao palembangensis
Espèce
Synonymes
- Monotrete palembangensis (Bleeker, 1851)[1]
- Monotretus palembangensis (Bleeker, 1851)[1]
- Tetraodon palembangensis Bleeker, 1851[1]
- Tetraodon pinguis Vaillant, 1902[1]
- Tetrodon palembangensis Bleeker, 1851[1]

Pao palembangensis est une espèce de poissons d'eau douce de la famille des Tetraodontidae.

## Répartition, habitat
Pao palembangensis est un poisson d'eau douce qui se rencontre dans les lacs et les rivières d'Asie (Laos, Thaïlande, Malaisie et Indonésie : Sumatra et Bornéo).

## Description
Pao palembangensis peut mesurer jusqu'à 194 mm.

## Pao palembangensiset l'Homme

### Aquariophilie
Cette espèce est couramment proposé dans les commerces d'aquariophilie. L'aquarium sera décoré essentiellement de sable et de rochers. C'est un poisson peu agressif mais qui n'est pas grégaire. Il se comporte également très bien avec d'autres espèces d'eau douce tropicale[réf. nécessaire].

### Gastronomie
Pao palembangensis est consommé localement. Il est conservé vivant jusqu'à sa consommation. Sa peau et ses organes internes sont retirés avant sa préparation.

## Étymologie
Son épithète spécifique, composée de palembang et du suffixe latin -ensis, « qui vit dans, qui habite », lui a été donnée en référence au lieu de sa découverte, Palembang, la capitale de la province de Sumatra du Sud en Indonésie.